# Herb gminy Granowo
Herb gminy Granowo – symbol gminy Granowo.

## Wygląd i symbolika
Herb przedstawia tarczę trójdzielną: dwudzielna w pas i górna część dwudzielna w słup. Na tle górnej, niebiesko-żółtej części, siedząca na białym koniu postać świętego Marcina w szacie biskupiej. Jeździec z uniesioną prawą dłonią i koń z uniesioną prawą, przednią nogą poruszają się w heraldycznie lewą stronę. Kolory szat czerwono-złote, mitra złoto-srebrna (żółto-biała), uprząż konia złota. Na tle dolnej, zielonej części dwa skrzyżowane złote kłosy zboża. Postać świętego nawiązuje do granowskiego kościoła jego imienia.